# Gnophos exsuctaria
Gnophos exsuctaria är en fjärilsart som beskrevs av Rudolf Püngeler 1903. Gnophos exsuctaria ingår i släktet Gnophos och familjen mätare. Inga underarter finns listade i Catalogue of Life.